# Прушанка-Баранкі
Прушанка-Баранкі (пол. Pruszanka-Baranki) — село в Польщі, у гміні Бранськ Більського повіту Підляського воєводства.
Населення — 71 особа (2011).
У 1975-1998 роках село належало до Білостоцького воєводства.

## Демографія
Демографічна структура станом на 31 березня 2011 року:
|          | Загалом | Допрацездатний вік | Працездатний вік | Постпрацездатний вік |
| -------- | ------- | ------------------ | ---------------- | -------------------- |
| Чоловіки | 35      | 9                  | 23               | 3                    |
| Жінки    | 36      | 7                  | 20               | 9                    |
| Разом    | 71      | 16                 | 43               | 12                   |